# Yuki Miyazawa (Leichtathletin)
Yuki Miyazawa (jap. 宮澤 有紀, Miyazawa Yuki; * 29. August 1990 in Chikuma) ist eine japanische Sprinterin.
Beim Leichtathletik-Continentalcup 2014 in Marrakesch wurde sie mit dem asiatisch-pazifischen Team Dritte in der 4-mal-100-Meter-Staffel.
Ihre persönliche Bestzeit über 100 m von 11,56 s stellte sie am 12. Juli 2015 in Sapporo auf.
Miyazawa studiert (2015) Medizin an der Universität Toyama.